# Кандрапрабха

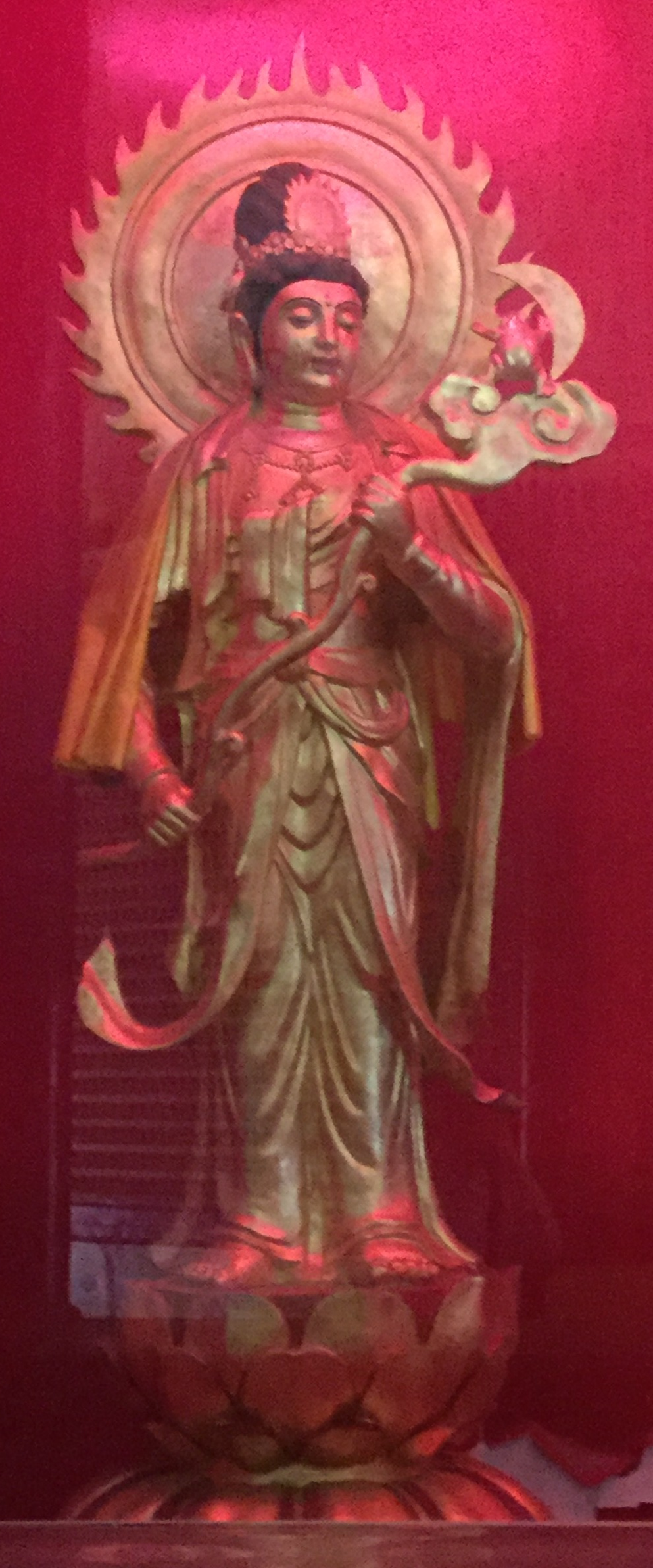
Статуя Кандрапрабхи з пагоди Т'янтан Гарден, у місті Шанту, Китай.

Кандрапрабха, Юе Гуан або Ґакко — бодхісаттва, втілення місячного світла і доброго здоров'я. Прислужує Брайсайягуру, будді-цілителю, покровителю медицини.

## Короткі відомості
Кандрапрабха особливо вшановується в Японії. У материковій Азії він частіше відомий не як бодхісаттва, а дева — буддистське божество, яке увібрало в себе культ індійського сонячного бога Кандра.
Згідно з махаяністською «Сутрою Будди-цілителя» Кандрапрабха освічує землю місячними променями і знищує ними темряву, основу гріхів і страждань.
В іконографії Кандрапрабха часто виступає в парі з бодхісатвою Сур'япрабхою, втіленням сонячного світла. Перший бодхісаттва тримає ліву руку піднятою, а праву опщенною; другий бодхісаттва навпаки — праву вгорі, ліву внизу. Великим і вказівним пальцем піднятої руки обидва утворюють коло. Частим атрибутом Кандрапрабхи є місячний диск, півмісяць або бутон лотосу.
Одним з видатних зображень Кандрапрабхи є його бронзова статуя 8 століття, розміщена в Золотій Залі монастиря Якусідзі у Нарі, Японія. Бодхісаттва виступає складовою триптиху Брайсайягуру.